# Pinnow, Mecklenburg-Vorpommern
Pinnow är en kommun och ort i Landkreis Ludwigslust-Parchim i förbundslandet Mecklenburg-Vorpommern i Tyskland.
Kommunen ingår i kommunalförbundet Amt Crivitz tillsammans med kommunerna Banzkow, Barnin, Bülow, Crivitz, Cambs, Demen, Dobin am See, Friedrichsruhe, Gneven, Langen Brütz, Leezen, Plate, Raben Steinfeld, Sukow, Tramm och Zapel.